# Цецилиенхоф
Цеци́лиенхоф (также Цецилиенгоф, нем. Cecilienhof) — дворец в северной части Нового сада Потсдама, недалеко от озера Юнгфернзе. Последняя резиденция Гогенцоллернов была построена Вильгельмом II для сына кронпринца Вильгельма и его супруги Цецилии Мекленбург-Шверинской. Здание, стилизованное под средневековые усадьбы сельской Англии, возводилось в 1914—1917 годах по проекту архитектора Пауля Шульце-Наумбурга. Мировую известность Цецилиенхоф приобрёл, став в 1945 году местом проведения Потсдамской конференции.

## Строительство дворца

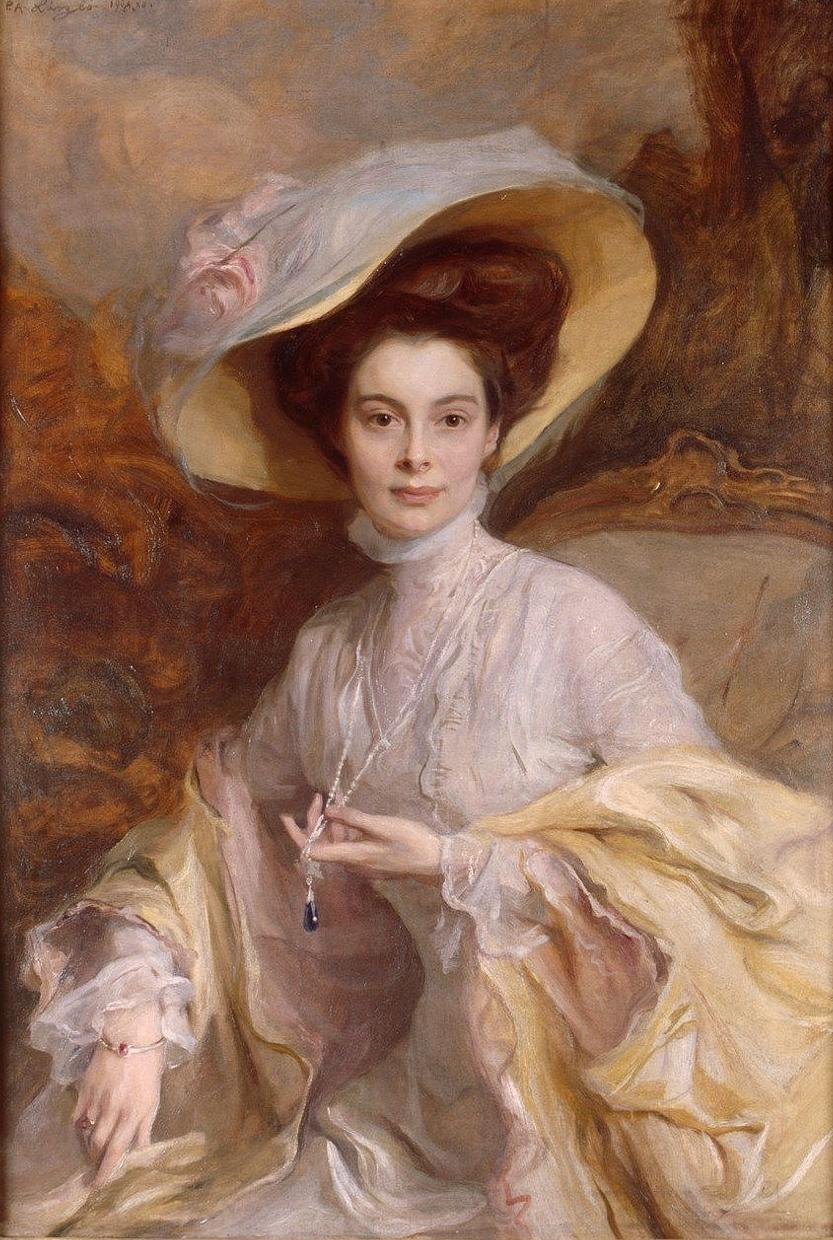
Филип де Ласло. Портрет кронпринцессы Цецилии

В 1912 году кайзер Вильгельм II распорядился о выделении средств на строительство нового дворца в Новом саду Потсдама. На эти нужды было выделено в 1 498 тыс. рейхсмарок, срок окончания строительства был установлен на 1 октября 1915 года. В мае 1913 года кронпринц Вильгельм торжественно заложил первый камень в фундамент новой резиденции.
Проектирование резиденции в выбранном кронпринцем Вильгельмом стиле английских поместий и руководство строительными работами были возложены на архитектора Пауля Шульце-Наумбурга. Ключевыми элементами внешнего облика здания стали кирпичная кладка и фахверковые детали из тёмного дуба. Особенностью проекта являются 55 дымовых труб на крыше в стиле Тюдоров, ни одна из которых не похожа на другую.
Разные части строения группируются вокруг пяти внутренних дворов: большого парадного двора в центре, малого садового двора — Сада принца и трёх дворов хозяйственного назначения. Лужайку парадного двора украшает цветочная клумба в форме красной звезды, которую разбили здесь советские солдаты при подготовке к Потсдамской конференции, проходившей здесь с 17 июля по 2 августа 1945 года.
Строительные работы были прекращены с началом Первой мировой войны. Кронпринцесса Цецилия, чьё имя получил не только дворец, но и посёлок Цецилиенгертен в берлинском районе Шёнеберг, въехала в свои новые апартаменты во дворце лишь в августе 1917 года, а в сентябре здесь появился шестой ребёнок в семье кронпринца — принцесса Цецилия. Строительные работы во дворце были окончательно завершены 1 октября 1917 года.
После отречения кайзера в 1918 году Вильгельм и Цецилия получили Цецилиенхоф в 1926 году в частную собственность от государства, где они и проживали до своего выдворения и национализации здания в 1945 году.

## Внутреннее убранство

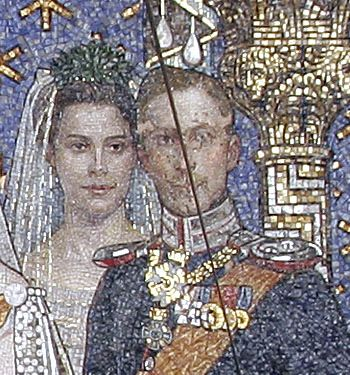
Кронпринцесса Цецилия и кронпринц Вильгельм. Деталь мозаики в берлинской Гедехтнискирхе

Дворец состоит из 176 комнат. Представительские жилые помещения находились на первом этаже центрального здания. Над ними находились спальни, гардеробные и ванные. Интерьеры дворца, в которых отразился высокий уровень культуры быта начала XX века, отличает скромная элегантность дорогих материалов. Оформление практически всех личных апартаментов было поручено Паулю Людвигу Троосту, который получил известность как дизайнер интерьеров на пассажирских теплоходах. Особый интерес вызывает комната, оформленная по желанию кронпринцессы Цецилии как пассажирская каюта.
При подготовке к Потсдамской конференции всё имущество семьи кронпринца, покинувшего дворец в начале 1945 года, было вывезено из дворца на близлежащую ферму на берегу озера Юнгфернзе, где было уничтожено пожаром в июле 1945 года. Недостающие предметы обстановки для проведения конференции были заменены другими предметами в стиле той же эпохи. Из близлежащих замков уполномоченными тыловыми службами была доставлена мебель и предметы интерьера в угоду вкусам руководителей делегаций. В угловой комнате, отведённой И. В. Сталину, установили тёмную кожаную кушетку и великолепный письменный стол. Комната Гарри Трумэна была декорирована изящной мебелью в стиле классицизма, позаимствованной из потсдамского Мраморного дворца. Комнату Уинстона Черчилля украсила неоготическая мебель из дворца Бабельсберг.
В основном здании находится высокий — в два этажа — Большой зал длиной 26 м и шириной 12 м. При кронпринце это было жилое помещение, обставленное уютной мебелью. Деревянная обшивка стен, декоративные конструкции из деревянных балок по потолку и большие фронтальные окна, украшенные кессонами, отражают английский стиль дворца. Лестница из тёмного дуба, которая вела в личные покои кронпринца, выполнена в стиле «данцигского барокко» и передана в подарок городом Данцигом.
В Большом зале проходили заседания Потсдамской конференции. Специально для неё в Москве на мебельной фабрике «Люкс» был изготовлен круглый стол диаметром 3,05 м. За ним вели переговоры главы государств и правительств антигитлеровской коалиции: Трумэн (США), Черчилль (позднее Клемент Эттли, Великобритания), Сталин (СССР) и другие ответственные лица делегаций. Именно находясь на конференции в Цецилиенхофе, Трумэн отдал по телефону приказ о сбросе атомной бомбы на Хиросиму.

## После Потсдамской конференции
После Потсдамской конференции дворец и прилегающий парк были открыты для доступа публики. Дворец использовался сначала в качестве учебного центра Демократического союза женщин (DFD). В 1960 году в западном крыле дворца открылась валютная гостиница, и сейчас здесь же функционирует отель класса люкс. Помимо музея, посвященного памятным событиям 1945 года, туристам предлагается осмотреть интерьеры бывших личных покоев кронпринца и его супруги.
Дворец иногда используется правительством земли Бранденбург для проведения приёмов. В ноябре 2004 года дворец посетила королева Великобритании Елизавета II. 30 мая 2007 года в Цецилиенхофе состоялась встреча министров иностранных дел стран «Большой восьмёрки».
Дворец Цецилиенхоф находится в ведении Фонда прусских дворцов и садов Берлина — Бранденбурга и вместе с дворцами и парками Сан-Суси в Потсдаме и Глинике и Пфауэнинзель с 1990 года включён во Всемирное наследие и находится под защитой ЮНЕСКО.